# Балдовинешти (Браила)
Балдовинешти (рум. Baldovinești) насеље је у Румунији у округу Браила у општини Вадени. Oпштина се налази на надморској висини од 4 m.

## Становништво
Према подацима из 2002. године у насељу је живело 1202 становника, од којих су сви румунске националности.